# 먼터무
먼터무(만주어: ᠮᡝᠨᡨᡝᠮᡠ Mentemu, 만주어: 
ᠮᡝᠩᡨᡝᠮᡠ Mengtemu, 1370년 ~ 1433년)는 오도리 만호부(斡朶里 萬戶府)의 만호이자 제1대 건주좌위지휘사(建州左衛指揮使, 재위 1405년 ~ 1433년)이다. 청(淸) 태조(太祖) 누르하치(Nurhaci, 努爾哈赤)의 6대조이다.

## 이름
두두(만주어: ᡩᡠᡩᡠ Dudu)는 도독(都督)의 만주식 독음으로 벼슬을 의미하므로 본명은 그냥 "먼터무"이다. "동맹가첩목아(童猛哥帖木兒)"란 "먼터무"를 몽골식으로 읽은 "멍거터무르"를 한자로 가차한 뒤 중국식 성인 동(童)씨를 하사받아 붙인 것이다. 《용비어천가》에 훈민정음으로 기록된 중세 한국어 표기는 갸온멍거터물(夾溫猛哥帖木兒)이다. 먼 훗날 청 태조에 의해 추숭되어 추존된 시호는 택왕(澤王)이었고, 순치 5년(1648년), 순치제에 의해 다시 추존되어 묘호는 조조(肇祖, 만주어: ᡩᠠ‍ᡵ‍ᡳ‍ᡦᡠᡥᡝ
ᠮᠠᡶᠠ Deribuhe Mafa), 시호는 원황제(原皇帝, 만주어: ᡩᠠ
ᡥᡡᠸᠠᠩᡩᡳ Da Hūwangdi)이다. 추숭되었으므로 황성인 아이신 교로씨와 합쳐 아이신 교로 먼터무(愛新覺羅 孟特穆)라고도 한다.

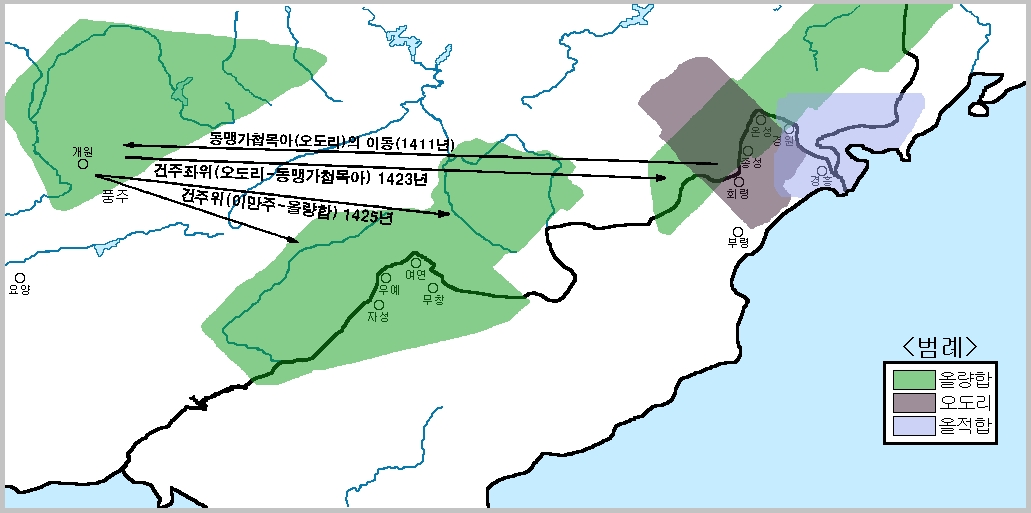
조선 초기 먼터무의 이동

## 생애
시조 부쿠리용숀(Bukūri Yongšon)의 첫 정착지는 삼성(三姓, 하얼빈 동북쪽 쑹화강 언덕)이었다. 원나라는 이곳에 3개의 만호부를 설치하고 여진인에게 관작을 주어 다스리게 하였다. 부쿠리용숀은 백두산 북쪽 오돌리(Odoli, 斡朶里, 吾都里, 鄂多理, 斡朶怜)으로 옮겨 살았고 국호(國號)를 만주라 하였다. 원나라가 설치한 만호부 중 오돌리 만호부(斡朶里 萬戶府)의 만호직은 누르하치의 선조가 세습하였다.
먼터무는 몽골 제부족의 잦은 침략을 피해 훌리가이 만호부(胡理改/兀良哈 萬戶府)의 만호인 구룬 아하추(古論 阿哈出)와 함께 남하하였다. 아하추는 혼하 상류의 풍주(風州, 지린성 해룡현)에 거주하였고 먼터무는 더 남하하여 조선의 회령 지방에 거주 하였다. 《용비어천가》는 이 시절 먼터무가 퉁두란과 함께 이성계의 부하 노릇을 했다고 기록하고 있다. 이성계의 부하였던 여진 부족장들 중 먼터무가 필두로 올라와 있고, 퉁두란은 다섯 번째로 올라와 있다.
1388년 명나라는 여진족의 몽골과의 결합을 우려하여 건주여진의 세 종족 오돌리, 훌리가이, 투오원에게 여진족에게 관직을 하사하고 위소(衛所)체제에 편입시켰으며, 조공과 마시(馬市, 여진과의 교역을 위해서 국경에 열던 무역장소)의 경제적 이익을 제공했다.
1403년 명나라 정부는 본격적으로 쑹화강, 아무르강 지역의 여진족을 감시하기 위해 각 여진부족의 우두머리들에게 명나라 관직과 작위를 제수하여 이곳을 다스리고자 하였다. 1403년 풍주(風州:지린성 해룡현)에 거주하던 훌리가이부의 아하추는 명나라에 귀부하여 건주위지휘사(建州衛指揮使)라는 관직을 제수받고 이 지역을 통치 하였다. 이로부터 명나라는 아하추와 먼터무의 세력을 합쳐 건주여진이라고 부르기 시작했다.
조선은 1392년 7월, 조선 태조 이성계가 조선 국왕으로 즉위하자 여진족을 초무하고자 하였다. 조선 태조는 태종 이방원을 경흥(慶興)으로 보내 고조부 목조(穆祖)와 그 부인을 모신 덕안릉(德安陵)을 수축했다. 조선 왕조를 세운 시조의 뿌리가 함경도에도 머물렀음을 현창하고, 그를 바탕으로 주변의 여진족들을 확실히 장악하려는 의도였다. 1395년 마침내 먼터무는 한양으로 와서 조선 태조에게 토산물을 바치고 머리를 조아렸다. 조선은 태조가 먼터무에게 경성등처만호(鏡城等處萬戶)의 직사(職事)를 제수하였으며 태종은 상장군(上將軍)의 직사(職事)을 제수하였으나 먼터무는 1411년 회령을 떠나 풍주로 이동하여 훌리가이부와 합류 하였고, 이듬해인 1412년에 명나라에 귀부 하였다. 명나라는 이에 건주위에서 좌위(左衛)를 분리하여 그에게 건주좌위지휘사(建州左衛指揮使)를 제수 하였으며, 중국식 성인 동(童)씨를 하사하였다.
1433년 개원천호(開原千戶)였던 후룬여진의 우디거부(Udige, 兀狄哈部)의 추장인 양 무타우타(Yang Mutawuta, 楊木塔兀)를 수령으로 하는 7성야인반란이 일어나게되어, 명나라에서는 요동첨사 배준을 회령으로 파견하여 이를 진압케 하였고, 먼터무에게도 협공 지원토록 하였다. 이 싸움에서 먼터무와 그의 장자인 아구(Agu, 阿古, 權豆)는 전사하였고, 차자인 충샨은 포로로 잡혀갔다.

## 가족
- 판차(Fanca, 凡察) - 동생
- 아구(Agu, 阿古, 權豆, ~ 1433년) - 장남
- 충샨(Cungšan, 充善, 1419년 ~ 1467년) - 차남